# Ilha Itacaruaré Grande
Ilha Itacaruaré Grande är en ö i Brasilien.   Den ligger i delstaten Rio Grande do Sul, i den södra delen av landet, 1 500 km sydväst om huvudstaden Brasília.
Omgivningarna runt Ilha Itacaruaré Grande är en mosaik av jordbruksmark och naturlig växtlighet. Runt Ilha Itacaruaré Grande är det ganska glesbefolkat, med 47 invånare per kvadratkilometer.